# Bertha Lutz
Bertha Maria Julia Lutz (São Paulo, 2 d'agost de 1894—Rio de Janeiro, 16 de setembre de 1976) va ser una naturalista, zoòloga, professora i pionera del feminisme a Brasil. El 1945 va tenir un paper fonamental perquè la Carta de les Nacions Unides esmentés les dones.

## Biografia
Filla del metge i epidemiòleg suís Adolf Lutz (1855-1940) i de la infermera anglesa Amy Fowler Lutz, va estudiar ciències naturals a París, a La Sorbona, amb especialització en amfibis anurs; havent estudiat espècies de granotes de la família Hylidae la granota ràpida de Lutz (Paratelmatobius lutzii Lutz & Carvalho, 1958) va ser descrita per ella. Zoòloga de professió, el 1919 va ser contractada pel Museu Nacional do Rio de Janeiro, va aconseguir enorme repercussió al país, a causa que l'accés als càrrecs públics estava prohibit a les dones en aquest moment. Més tard es va convertir en naturalista de la Secció Botànica de la mateixa institució.
Després de prendre contacte amb els moviments feministes d'Europa, i dels EUA, Berta Lutz va crear les bases del feminisme brasiler. El 1919, durant el moviment liderat pel senador Justo Leite Chermont a favor del vot femení, va fundar la Lliga per a l'emancipació intel·lectual de les dones, donant suport i assumint el lideratge de la seva campanya. L’any següent va ser nomenada inspectora d’educació secundària, i treballà a l'institut masculí de Lorena, a São Paulo. El 1922 va fundar la Federació Brasilera per al Progrés Femení (FBPF) després de representar el Brasil a l'assemblea general de la Lliga de Dones Electes, celebrada als Estats Units, quan va ser elegida vicepresidenta de la Societat Panamericana.
En tornar al Brasil, va fundar la Federació Brasilera per al Progrés de les Dones, que va substituir la Lliga de 1919, i s'inicià la lluita de les dones pel dret a votar. Sota la seva presidència (1922-1942), aquesta organització va aplegar les diverses associacions de dones del país.
Va ser elegida suplent com a diputada federal el 1934, després de no guanyar en dues eleccions. El 1936 va assumir-ne el mandat. Les seves principals banderes de lluita van ser els canvis en la legislació laboral pel que fa al treball femení i infantil, i també la igualtat de remuneració entre gèneres, l'exempció del servei militar femení, la llicència de tres mesos per a les embarassades sense perjudici dels salaris i la reducció de jornada, 13 hores. També desenvolupà projectes per combatre la lepra i la malària a Rio de Janeiro. El 1937, amb el cop de l'Estat Novo, Getúlio Vargas va dissoldre tots els òrgans legislatius del país.
El 1945 va ser una de les poques dones que van poder participar en la Conferència de l'ONU de San Francisco en la qual es va signar la Carta de les Nacions Unides. Com a ambaixadora de Brasil en aquesta conferència Lutz va tenir un paper fonamental perquè la carta esmentés explícitament les dones.

## Algunes publicacions

### Depolítica
- Sobre a nacionalidade da mulher casada nas repúblicas americanas. Pa American Union, 8, pàg. 1923
- D. Bertha Lutz: homenagem das senhoras brasileiras a illustre presidenta da União inter-americana de mulheres. Ed.	Typ. do Jornal do commercio, de Rodrigues & C. 21 pàg. 1925
- A Federação Brasileira pelo Progresso Feminino: seus fins. Amb Carmen de Carvalho, e Orminda Basts. Ed. Officinas Graphicas do Jornal do Brasil. 19 pàg. 1930
- A nacionalidade da mulher casada perante o direito internacional privado. I. Pongetti, Niterói. 108 pàg. 1933
- 13 princípios básicos: suggestõés ao ante-projecto da constituição. Ed. Federação Brasileira Pelo Progresso Feminino. 64 pàg. 1933

### De ciència
- Índex dos Arxius do Museu Nacional. Museu Nacional (Brasil), Impr. Nacional, 1920
- Estudos sobre a biologia floral da Mangifera indica L. Ed. Museu Nacional. 158 pàg. 1923
- The flora of the Serra da Bocaina. 1926
- Wild life in Brazil: a pageant of the fauna that is sheltered in the forests and on the prairies of the largest country in South America. Edició reimpresa el 1932. Va reeditar University of Texas Press. 260 pàg. ISBN 0-292-70704-5 1973
- British naturalists in Brazil. I. Rodrigues & Cia. 37 pàg. 1941
- Biologia e taxonomia de Zachaenus parvulus. 64 pàg. 1944
- The development of Eleutherodactylus nasutus Lutz: I. the external embryology of Eleutherodactylus nasutus Lutz. 13 pàg. 1946
- Anfíbios anuros do alto Solimõés e Rio Negro: apontamentos sôbre algumas formes e suas vicariantes. Amb Gertrud Rita Kloss. Ed. Serviço Gráfico do Instituto Brasileiro de Geografía e Estatística. 678 pàg. 1952
- Taxonomy of the neotropical Hylidae. Nº 11 de Pearce-Sellards sèries, Texas Memorial Museum, Austin. Ed. Texas Memorial Museum. 26 pàg. 1968
- Brazilian species of Hyla. Amb Gualter Adolpho Lutz. Fotografies i il·lustrat per Gualter Adolpho Lutz. Ed. University of Texas Press, 1973. 260 pàg. ISBN 0-292-70704-5
- A função educativa dos museus. Volume 33 de Série Livros. Amb Guilherme Gantois de Miranda. Ed. Museu Nacional, Muiraquitã, 2008. 236 pàg. ISBN 85-7427-028-8

## Alguns tàxons descrits
Espècies vegetals
- (Onagraceae) Oenothera aberrans Lutz, 1916.[6]

Espècies i subfamílies zoològiques
- Aplastodiscus musicus (Lutz, 1949)
- Vitreorana ritae (Lutz, 1952)
- Crossodactylus grandis Lutz, 1951
- Dendropsophus meridianus (Lutz, 1954)
- Eleutherodactylidae Lutz, 1954
- Eleutherodactylinae Lutz, 1954
- Gastrotheca dunni Lutz, 1977
- Holoaden bradei Lutz, 1958
- Hypsiboas cipoensis (Lutz, 1968)
- Hypsiboas goianus (Lutz, 1968)
- Hypsiboas joaquini (Lutz, 1968)
- Hypsiboas secedens (Lutz, 1963)
- Ischnocnema gualteri (Lutz, 1974)
- Ischnocnema hoehnei (Lutz, 1958)
- Ischnocnema venancioi (Lutz, 1958)
- Paratelmatobius pictiventris Lutz, 1958
- Phyllomedusa ayeaye (Lutz, 1966)
- Phyllomedusa distincta Lutz, 1950
- Pristimantis carvalhoi (Lutz, 1952)
- Scinax alcatraz (Lutz, 1973)
- Scinax alter (Lutz, 1973)
- Scinax angrensis Lutz, 1973
- Scinax caldarum (Lutz, 1968)
- Scinax duartei (Lutz, 1951)
- Scinax humilis (Lutz, 1954)
- Scinax longilineus (Lutz, 1968)
- Scinax obtriangulatus (Lutz, 1973)
- Scinax perpusillus (Lutz & Lutz, 1939)
- Scinax squalirostris (Lutz, 1925)
- Scinax trapicheiroi (A. Lutz & B. Lutz, 1954)
- Scinax v-signatus (Lutz, 1968)

## Honors
- Una de les quatre dones que van signar la Carta de Nacions Unides, el 25 d'octubre de 1945, a San Francisco.[7]
- També representant per Brasil, per signar l'important tractat d'asil diplomàtic de 1954.[8]

## Abreviatura zoològica
L'abreviatura Lutz o B. Lutz s'empra per a indicar Berta Lutz com a autoritat en la descripció i classificació científica en zoologia.

## Abreviatura botànica
L'abreviatura Lutz s'empra per a indicar Berta Lutz com a autoritat en la descripció i classificació científica dels vegetals.